# Audiovisuel
Pour les articles homonymes, voir AV.

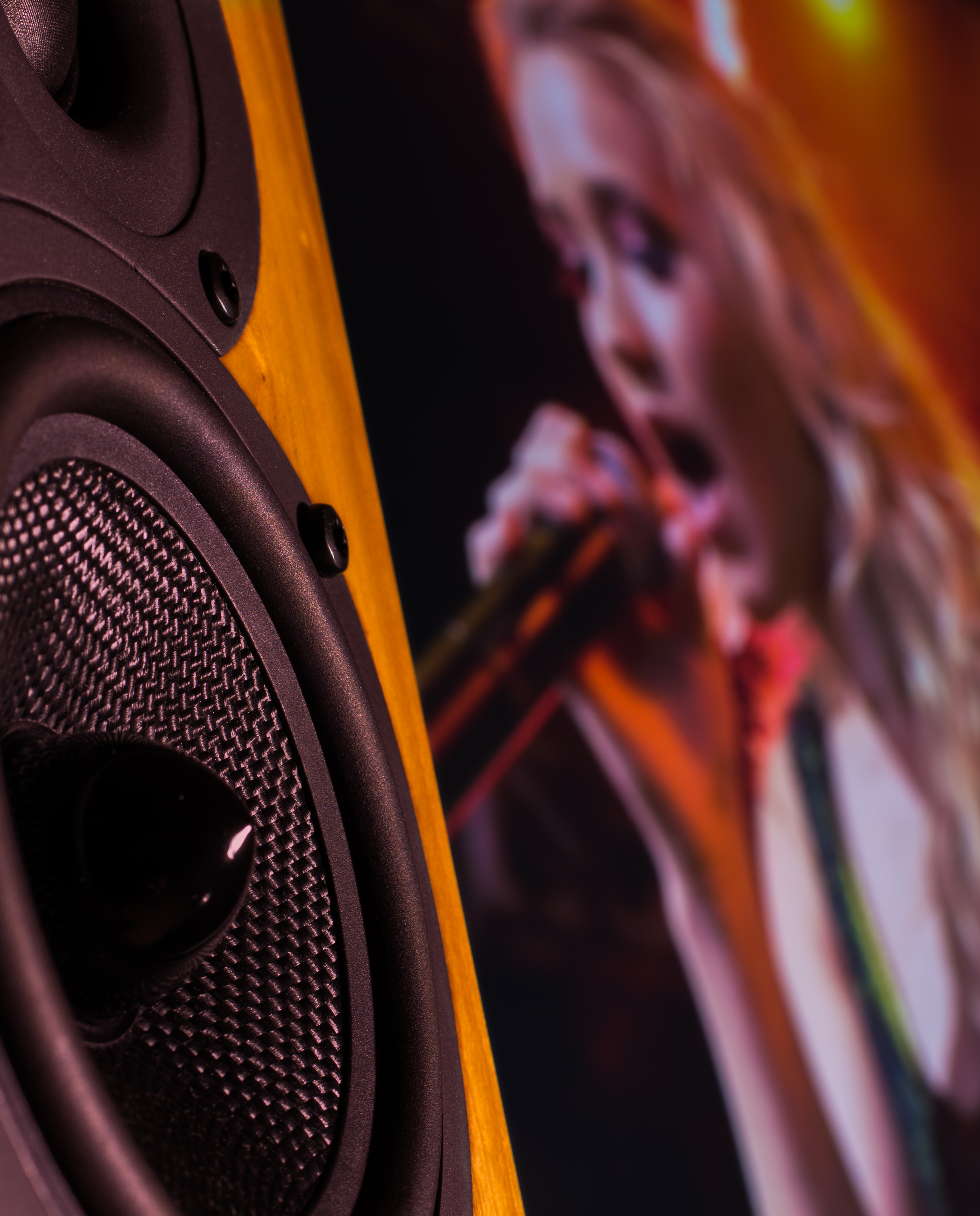
Des composants audiovisuels de haute qualité reproduisant l'expérience d'un concert en direct.

L’audiovisuel désigne à la fois les matériels, techniques et méthodes d'information, de communication ou d'enseignement associant le son et l'image.

## Histoire
L'histoire de l'audiovisuel se confond avec l'histoire du cinéma, de la prise de son et de la télévision. Selon Isabelle Giannattasio, la première définition du terme s'appliquait à « tout ce qui n'était pas livre ou, de façon encore plus pragmatique, tout document qui nécessite un appareil de lecture ».
Aujourd'hui[Quand ?], une œuvre audiovisuelle est définie par son contenu (programme télévisé, documentaire, vidéoclip, etc.) ou par la réglementation en vigueur dans un pays. En France, c'est l'Autorité de régulation de la communication audiovisuelle et numérique qui est chargée de contrôler les activités liées à ce secteur.

### Pour les historiens
L'audiovisuel peut constituer une source pour les historiens. Des spécialistes de l'époque contemporaine comme Marc Ferro, Pascal Ory, Pierre Sorlin ou Myriam Tsikounas ont exploité des œuvres cinématographiques et télévisuelles pour une partie de leurs travaux.

### Pour les autorités
La possibilité d'enregistrer des images et du son a naturellement attiré l'attention des autorités militaires. À partir de la fin du XIXe siècle, l'audiovisuel sert à la fois pour les opérations de renseignement militaire et pour la propagande. La Section cinématographique de l'armée (SCA) est créée en 1915.

### Dans l'éducation

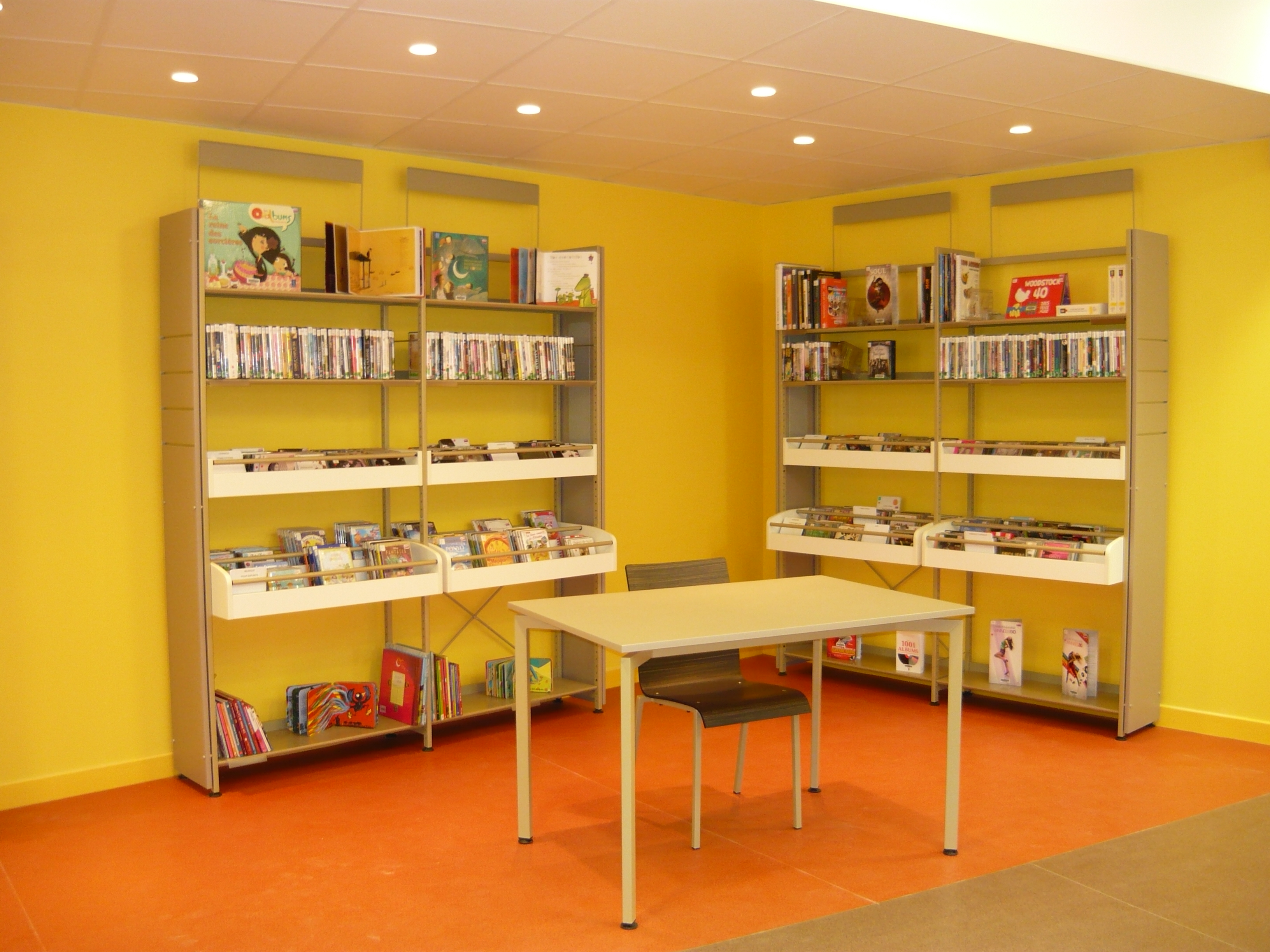
Espace audiovisuel (CD, DVD, partitions, livres CD et livres imprimés) dans une médiathèque. Médiathèque Le Relais, Arc-en-Barrois (2013).

En France, les techniques audiovisuelles ont été utilisées très tôt dans les établissements scolaires comme soutien pédagogique. Dans les années 1950, le ministère de l'éducation nationale lance des expériences pilotes de « collèges audiovisuels », notamment à Saint-Cloud et à Marly-le-Roi.
À partir des années 1960, la télévision scolaire commence à faire son apparition dans les salles de classe, avec des programmes pédagogiques spécialement réalisés par le Centre national de documentation pédagogique (CNDP) pour l'occasion : émissions à thèmes historiques, documentaires de sciences naturelles, etc. Des enseignants et des professionnels du cinéma et de la télévision participent à ces initiatives, comme les philosophes Alain Badiou et Raymond Aron en 1965 ou les sociologues Pierre Bourdieu et Jean-Claude Passeron en 1967, ainsi qu'Éric Rohmer, Néstor Almendros et d'autres. Un dispositif national est actif pour les scolaires: école et cinéma, collège et cinéma et lycée et cinéma.
Il est possible de passer au BEPC et au Baccalauréat une option « Audiovisuel ».

### Dans l'art
Dans les années 1960 et 1970, des groupes de plasticiens collaborant avec des musiciens produisaient des light-shows. Il s'agissait de projections de diapositives (slides) sur lesquelles les artistes, en temps réel et en musique, produisaient des effets de couleurs et de formes. Ces groupes se sont manifestés notamment à Paris au Musée d'art moderne de la ville de Paris. L'artiste Fred Forest, pionnier de l'art vidéo, propose dès 1965 le « Tableau-écran », qui est une peinture de grande dimension destinée à recevoir des projections de slides et de films.
Il généralisera le procédé après avoir déposé un brevet, et le présentera plus tard au 2e Salon de l'audiovisuel à la porte de Versailles avec Luc Ferrari, musicien de musique contemporaine. Fred Forest perfectionnera le procédé lors d'une exposition à la Galerie Paul Facchetti en utilisant un ordinateur et en substituant au nom de « Tableau-écran » celui de « Cybervision ». Le choix de ce nom constitue manifestement à cette époque une anticipation visionnaire pour ce que nous vivons aujourd'hui. C'était, par ailleurs, la première fois qu'un ordinateur était introduit dans une galerie parisienne pour produire de l'art.
Toujours avec Luc Ferrari et Pierre Lafleur, Fred Forest avait réalisé une œuvre en Cybervision pour l’Exposition universelle de 1970 à Osaka.

## Activités et métiers liés

### Activités liées
L'audiovisuel représente un vaste secteur qui comporte un ensemble d'activités formant une chaîne de valeur externe (car elle ne se situe pas dans la même entreprise). Un ensemble d'activités peut aussi être désigné comme une filière ou comme un système d'activités, car celles-ci sont liées entre elles.
Le terme Paysage audiovisuel français désigne ce système, composé notamment des chaînes de télévision, des producteurs de contenus audiovisuels, des nombreuses entreprises qui sont liées à ces deux étapes principales pour amener au téléspectateur ou à l'internaute les contenus audiovisuels, enfin des autorités publiques qui le régulent (fixent les règles de son fonctionnement et de son financement) voire le subventionnent.
Les chaînes de télévision, également appelées diffuseurs ou « éditeurs de services de télévision », intègrent dans leurs programmes des produits dits « de stock » et des produits dits « de flux ». Une très large partie de la production des contenus qui sont diffusés par les chaînes de télévision est externalisée (c'est-à-dire relève de producteurs audiovisuels indépendants.
Le flux télévisuel est doublement composé d'un flux d'images et d'un flux sonore. On peut s'interroger de savoir si la musique enregistrée ou captée pour la télévision relève du système audiovisuel. Stricto sensu, cela peut être le cas puisque le terme même « audio-visuel » renvoie au sonore et à l'image. De plus, il n'est pas rare que le producteur audiovisuel réalise directement l'enregistrement de la musique qu'il utilise dans une œuvre audiovisuelle qu'il produit.
Techniquement, l'incorporation de musique dans le contenu audiovisuel (que ce soit un film ou téléfilm, un documentaire voire un spot publicitaire) se fait par le mixage : tout son est mixé et synchronisé avec l'image et les autres éléments du contenu. Cependant, il est préférable de considérer que les œuvres musicales qui sont incorporées dans l'audiovisuel renvoient à un système d'activités autonome de l'audiovisuel (dont les acteurs clés sont les auteurs-compositeurs, les artistes interprètes, les éditeurs de musique, les producteurs phonographiques). Les interactions sont fortes entre les deux systèmes ; elles sont régies par des règles (droits de la propriété intellectuelle, contrats de travail pour les interprètes, etc.) et donnent lieu à rémunération.
D'une manière générale, il convient de considérer qu'une œuvre audiovisuelle est une œuvre de collaboration, car elle a plusieurs auteurs (auteur du texte, scénario ou script, réalisateur et compositeur de musique) ayants droit. On peut également considérer l’œuvre audiovisuelle comme un contenu audiovisuel, en référence directe à la notion d'industries de contenus (immatériels).
Cette notion permet de rendre compte des différentes logiques de production qui sont en présence (même si elle s'inscrit dans un format : « Les contenus audiovisuels sont produits à l’unité, de manière quasi-artisanale, même si l’on fait aussi appel à des technologies numériques sophistiquées (image animée, image de synthèse, etc.) (…) nécessite de réunir un ensemble de ressources (dont des ressources créatives et artistiques) pour obtenir une unité produite. Cette phase supporte donc directement un ensemble de coûts fixes peu substituables (…) En revanche, c’est la diffusion télévisuelle de masse (lorsqu’elle peut toucher de larges audiences) qui présentera les caractéristiques d’une activité s’inscrivant dans la loi des économies d’échelle »

### Métiers

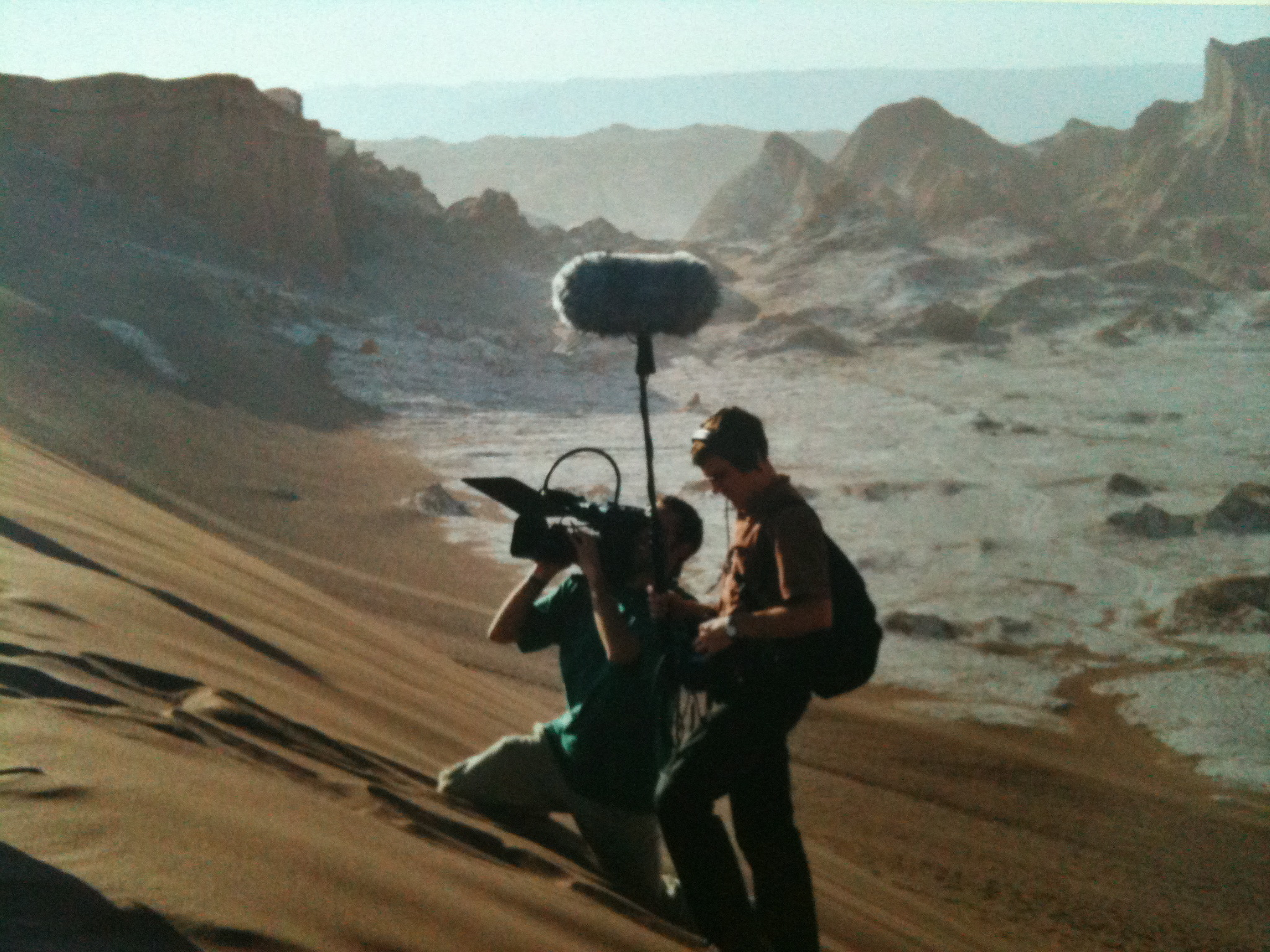
L'équipe de tournage d'un documentaire.

L'audiovisuel regroupe plusieurs typologies de métiers selon les secteurs d'activités : diffusion TV, industries techniques, journalisme audiovisuel, documentaire, et production audiovisuelle, etc. :
- les fonctions artistiques : réalisateur, assistant réalisateur, opérateur de prise de vue, chef monteur, illustrateur sonore, infographiste ou vidéographiste, etc. ;
- les fonctions éditoriales : scénariste, journaliste, rédacteur, chef d'édition, etc. ;
- les fonctions techniques : ingénieur du son, monteur, truquiste, ingénieur de la vision, technicien vidéo, technicien de régie ou de diffusion, chef de chaine, chef de car, technicien de maintenance, etc. ;
- les fonctions techniques récentes issues de la convergence des technologies de l'information, de la vidéo et de la diffusion : technicien support, chargé d'ingest[11], administrateur réseau, media manager, etc. ;
- les fonctions administratives et de gestion : producteur[12], chargé de production, assistant de production, scripte, etc., ainsi que les fonctions supports (ressources humaines, comptabilité, paie, finances, logistique, etc.).

La Commission Paritaire Nationale Emploi et Formation de l'audiovisuel (CPNEF-AV) est la branche sociale professionnelle des activités de production, de diffusion ou de prestations techniques pour la radio, la télévision et le cinéma. Elle participe à l’élaboration et au suivi de la mise en œuvre de la politique de l’emploi et de la formation de la branche professionnelle.
La CPNEF-AV a créé l'Observatoire des métiers de l'audiovisuel (piloté par la CPNEF et financé par l'Afdas - organisme paritaire collecteur agréé) afin de se doter d’un outil de veille et d’analyse sur l’évolution des emplois et des compétences.
L'Observatoire des métiers recense sur son site internet des fiches métiers décrivant les principaux métiers des industries publiques et privées de l’audiovisuel, classées par secteur (diffusion TV, industrie technique, etc.). Les titres et fonctions diffèrent selon les entreprises, les fiches de poste pouvant décrire des missions parfois divergentes (par exemple : selon les entreprises, le media manager peut être une fonction éditoriale de gestion du contenu ou une fonction technique de gestion des fichiers, des serveurs et de la purge).
Les évolutions des fonctions techniques de l'audiovisuel ont été décrites dans un ouvrage paru en 2014 et proposant un nouveau référentiel métier de « technicien système IT/Broadcast ». Cet ouvrage présente une analyse de la mutation des métiers dans l'audiovisuel et s'intéresse en particulier aux techniciens, pour lesquels les référentiels métiers n’intègrent pas les nouvelles compétences liées, notamment, au domaine de l’informatique dédiée et des environnements dématérialisés. Il propose ainsi un référentiel métier qui facilitera l'adaptation des entreprises de l'audiovisuel et des médias à cette mutation.

#### Formations aux métiers
Les formations aux métiers de l'audiovisuel englobent tant les métiers techniques de l'image et du son ainsi que des métiers artistiques qui y sont spécifiquement liés (sound designer par exemple) mais aussi de nombreux métiers que l'on peut qualifier de gestion et de management comme producteur audiovisuel.